# Pëtr Trojanskij
Pёtr Petroviĉ Smirnov-Trojanskij (Orenburg, gennaio 1894 – 24 maggio 1950) è stato un ingegnere e inventore russo.
Fu uno dei pionieri della traduzione 
meccanica.

## Biografia
Studiò all'università di San Pietroburgo, ma i suoi studi furono presto interrotti dalla prima guerra mondiale. Dopo la rivoluzione russa del 1917 entrò all'Istituto dei Professori Rossi (Institut krasnoj professory), fondato da Lenin con l'obiettivo di formare personale qualificato all'insegnamento di particolari settori economici, filosofici e storici. Qualche anno più tardi contribuì alla compilazione della Grande enciclopedia sovietica.
Il suo progetto più rivoluzionario fu quello della prima macchina per la traduzione automatica, da lui descritta come "una macchina per la selezione e la scrittura delle parole nella traduzione da una lingua verso una o più altre lingue". Fu brevettata nel 1933 a Mosca con il titolo di "nuovo metodo di composizione tipografica", ma mai costruita. Un progetto analogo fu brevettato a Parigi da G. B. Artsouni, un armeno naturalizzato francese che aveva studiato insieme a Trojanskij a Pietrogrado-Leningrado.
Alla fine degli anni cinquanta l'interesse della Russia per la traduzione automatica diede a Trojanskij un momento di notorietà e nel 1959 l'Accademia delle Scienze dell'URSS pubblicò tutte le sue carte a cura di Dimitrij Panov e Izabella Bel'skaja.
Yehoshua Bar-Hillel si riferì a lui come al "Charles Babbage della traduzione meccanica"

## La macchina di Trojanskij
La macchina di Trojanskij non era semplicemente un dizionario meccanico che collegava i vocaboli delle varie lingue, ma un vero e proprio traduttore di testi. Trojanskij visse in una Russia in cui venivano parlate decine di lingue e dialetti, da qui la difficoltà di trovare una persona bilingue per tradurre in ogni coppia di lingue esistenti sul territorio. Lo scopo della macchina era quindi quello di tradurre da una lingua all'altra con il solo aiuto di due umani monolingui. Inoltre avrebbe permesso di tradurre un testo in più lingue naturali contemporaneamente.
La linguistica scientifica si stava occupando di cercare una "chiave" per formalizzare e codificare le lingue naturali, per capire, al di là delle differenze di superficie, come funzionino i meccanismi di produzione del linguaggio umano. Fin dal XVII secolo, con Cartesio e Leibniz, si erano fatti alcuni sforzi per collegare il lessico a codici numerici in grado di associare in modo automatico un significato alle parole corrispondenti di lingue diverse.
L'assunto di Trojanskjij era quello, davvero pionieristico, che le lingue fossero accomunate da una struttura logica comune, quella che Chomsky chiamerà "grammatica universale". Il linguaggio logico per esprimere questa struttura avrebbe funzionato da codice intermedio tra una lingua naturale e l'altra: Sulla base di questa unità io ho ideato un'unica forma per così dire di analisi logica che costituisca un testo di passaggio nel processo traduttivo. (Smirnov-Trojanskij 1959, 5). La forma logica si opponeva al concetto di  forma nazional-grammaticale ovvero la veste particolare che la forma logica assume in una data lingua naturale. Il processo di traduzione doveva avvalersi di due collaboratori umani monolingui, ma in questo modo sarebbe stato possibile tradurre qualsiasi testo in qualsiasi lingua esistente disponendo di semplici parlanti e non di traduttori bilingui.
Il procedimento avrebbe dovuto essere questo: nella prima fase il testo nazional-grammaticale (A) veniva trasformato dal primo collaboratore in forma logica (A'); nella seconda fase la macchina provvedeva a convertire A' nella forma logica della seconda lingua (B') attraverso l'uso dell'Esperanto e di un glossario comprensivo di sinonimi, omonimi e idiomatismi; nella terza fase il secondo collaboratore monolingue convertiva il testo B' nel corrispondente testo in lingua naturale (B). Le competenze richieste ai due umani sarebbero state limitate all'analisi logica.
Il progetto fallì, anche a causa della prematura morte dell'autore, e venne dimenticato dopo il crollo del cosiddetto sogno meccanico per essere rivalutato solo in tempi più recenti. Se anche la macchina di Trojanskij non fu mai completata, il ruolo dell'inventore fu importante per i successivi studi nel campo della traduzione automatica. Senza alcuna preparazione linguistica è stato un inconsapevole precursore delle teorie trasformazionali.